# Przełęcz nad Skokiem
Przełęcz nad Skokiem (słow. Sedlo nad Skokom, 2176 m, według wcześniejszych pomiarów ok. 2168 m) – przełęcz w słowackich Tatrach Wysokich. Znajduje się w bocznej Grani Baszt pomiędzy Małą Basztą (2287 m) a Skrajną Basztą (2203 m). Odcinek grani pomiędzy przełęczą a Skrajną Basztą jest dość szeroki i stromy, grań zaś pomiędzy przełęczą a Małą Basztą jest łagodna, trawiasto-skalista. 
Zachodnie, piarżyste stoki spod przełęczy opadają do Doliny Młynickiej. Po około 200 m zwężają się w żleb, po orograficznie lewej stronie ograniczony masywem Turni przed Skokiem. Uchodzi w okolicy Stawu pod Skokiem i stąd pochodzi nazwa przełęczy. Po przeciwległej, wschodniej stronie, spod przełęczy opada do Doliny Mięguszowieckiej wybitny żleb o deniwelacji około 700 m. Na wysokości około 1800 m dołącza do niego inny żleb z masywu Małej Baszty. Nieco poniżej miejsca ich połączenia na odcinku o długości około 100 m na stromym, płytowym i wymytym korycie żlebu są niewielkie wodospady. Żleb przecina ścieżkę czerwono znakowanej Magistrali Tatrzańskiej. Bezpośrednio nad nią jest kamienistym i płytko wciętym korytem wśród łanów kosodrzewiny. Żleb jest bardzo lawinowy, zagrożony jest obszar od najwyższego punktu Dryganta do Mięguszowieckiego Potoku. Z tego powodu zimą Magistrala jest zamykana i ze Szczyrbskiego Jeziora nad Popradzki Staw chodzi się wariantem zimowym.
20 stycznia 1974 r. o godz. 10.40 spod Przełęczy nad Skokiem zeszła żlebem potężna lawina, która spowodowała największą jak do owej pory katastrofę lawinową w Tatrach. Przewaliła się ona przez Mięguszowiecki Potok i wdarła 140 m na przeciwległy stok,  wspinając się na niego z rozpędu aż 44 m w górę.  Na stoku tym, na śnieżnym pólku trenowali z instruktorem uczestnicy kursu narciarskiego ze słowackiego technikum budowlanego. Lawina przysypała 24 z nich. Dzięki błyskawicznej akcji ratunkowej (było to tylko 400 m od schroniska nad Popradzkim Stawem) udało się odgrzebać spod śniegu 11 płycej przywalonych. W ciągu następnych godzin i kilku dni liczne zespoły ratunkowe (z pomocą przyszło również wojsko) odgrzebały ciała 10 uczestników kursu; wśród nich nauczyciela z 12-letnim synem. Pies wskazał miejsce, gdzie po 5 godzinach od zejścia lawiny wydobyto żywego 18-latka przywalonego metrową warstwą śniegu. Ciała dwóch uczniów udało się znaleźć dopiero wiosną po stopieniu się śniegu.
Na Przełęcz nad Skokiem i sąsiadujące z nią szczyty wchodzono od dawna.
Pierwsze odnotowane wejścia:
- latem: Jan Gwalbert Pawlikowski i Maciej Sieczka, ok. 1880 r.,
- zimą: Gyula Komarnicki, 23 marca 1912 r.[6]